# Tankette

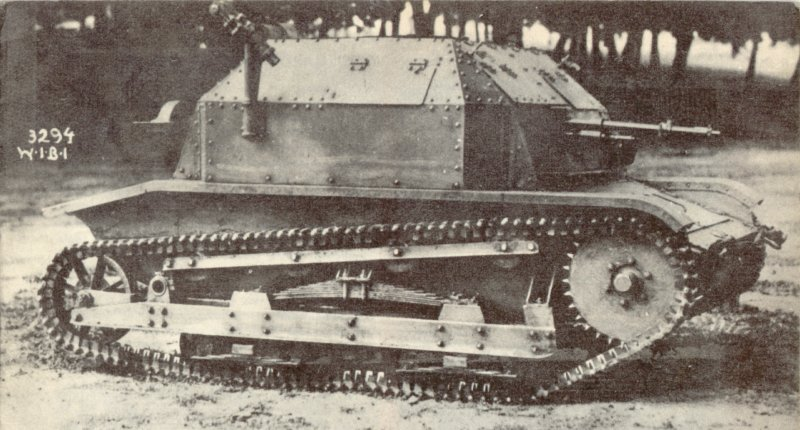
De Poolse TKS is een typische tankette

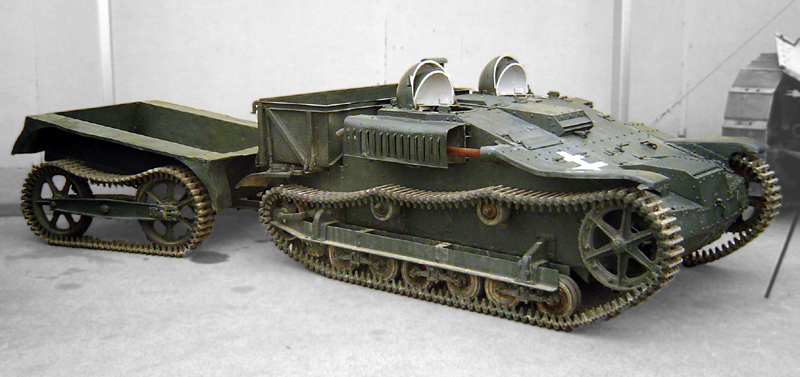
Renault UE met aanhangwagen

Een tankette is een licht pantservoertuig op rupsbanden met lichte bewapening, die meestal niet voorzien was van een geschutskoepel. Deze modellen werden voor het uitbreken van de Tweede Wereldoorlog in dienst genomen als goedkoop alternatief voor een echte tank. Het verschil tussen een tank en een tankette is het ontbreken van een geschutskoepel; toch wordt een aantal voertuigen met koepel vaak als tankette aangeduid.
Pantservoertuigen van ná de Tweede Wereldoorlog die in hun vorm aan bovenstaande omschrijving voldoen, worden nooit tankettes genoemd. De naam duidt dus een historisch verschijnsel aan uit een bepaalde afgesloten fase uit de ontwikkeling van het pantservoertuig.
Tanks uit de Eerste Wereldoorlog waren vaak erg duur en zwaar, zeker de Britse: de Britten hadden eigenlijk geen echte lichte tanks. De Britse tacticus Martel ontwierp daarom na de oorlog verschillende vederlichte voertuigen, one-man tanks, en toen die al te licht bleken, wat grotere wapendragers. De Carden-Loyd fabriek nam vanaf 1925 een aantal types in hun assortiment op maar het lukte ze niet die in groot aantal aan de Britse regering te slijten. Later werden die doorontwikkeld tot echte lichte tanks.
Het kwam echter wel tot licentiebouw in de Sovjet-Unie (T-27), Polen (TKS) en Italië (L3/35). Deze voertuigen werden weer verder ontwikkeld. Voor de betrokken landen vormden deze voertuigen een goedkope methode om veel legeronderdelen ervaring met mechanisering op te laten doen. De feitelijke waarde van tankettes in het gevecht was zeer gering. Ze waren erg kwetsbaar en slecht bewapend; hun snelheid op de weg was goed, maar hun vermogen obstakels te overwinnen erg gering want ze waren te instabiel om goed te kunnen klimmen. Bestuurder noch schutter had voldoende zicht op het slagveld. Ze vormden dus geen serieus alternatief voor de tank.